# جو ويليس (لاعب كرة قاعدة)
جو ويليس (بالإنجليزية: Joe Willis)‏ هو لاعب كرة قاعدة أمريكي، ولد في 9 أبريل 1890 في كول غروف في الولايات المتحدة، وتوفي في 4 ديسمبر 1966 في أيرنتون في الولايات المتحدة.

## وصلات خارجية
- جو ويليس على موقعبيزبول رفرنس.كوم (الدوري الرئيسي) (الإنجليزية)
- جو ويليس على موقعبيزبول رفرنس.كوم (الدوري الثانوي) (الإنجليزية)